# Рамштайн-Аттингер, Сандра
Са́ндра Рамшта́йн-А́ттингер (нем. Sandra Ramstein-Attinger, урождённая Са́ндра А́ттингер, нем. Sandra Attinger, в замужестве известна также как Са́ндра Рамшта́йн, нем. Sandra Ramstein; род. 1984) — швейцарская кёрлингистка.

## Достижения
- Чемпионат Швейцарии по кёрлингу среди женщин: золото (2010).

## Команды
| Сезон   | Четвёртый           | Третий                   | Второй            | Первый                   | Запасной                                                                             | Турниры            |
| ------- | ------------------- | ------------------------ | ----------------- | ------------------------ | ------------------------------------------------------------------------------------ | ------------------ |
| 2005—06 | Сильвана Тиринцони  | Сандра Аттингер          | Анна Нойеншвандер | Эстер Нойеншвандер       | Кармен Шефер тренер: Эрика Мюллер                                                    | ЧМ 2006 (10 место) |
| 2006—07 | Сильвана Тиринцони  | Эстер Нойеншвандер       | Анна Нойеншвандер | Сандра Аттингер          | Мирьям Отт тренер: Silvia Moser                                                      | ЧМ 2007 (5th)      |
| 2007—08 | Биния Фельчер-Беели | Сандра Аттингер          | Ивонн Шлунеггер   | Коринн Буркин            |                                                                                      |                    |
| 2008—09 | Биния Фельчер-Беели | Сандра Рамштайн-Аттингер | Sibille Buhlmann  | Коринн Буркин            |                                                                                      |                    |
| 2009—10 | Биния Фельчер       | Коринн Буркин            | Sibille Bühlmann  | Сандра Рамштайн          | Ивонн Шлунеггер, Хайке Шваллер тренер: Гауденц Беели                                 | ЧШЖ 2010           |
| 2009—10 | Биния Фельчер-Беели | Коринн Буркин            | Хайке Шваллер     | Сандра Рамштайн-Аттингер | Мариса Винкельхаузен тренеры: Гауденц Беели, Lorne Hamblin                           | ЧМ 2010 (10 место) |
| 2010—11 | Биния Фельчер-Беели | Марлене Альбрехт         | Франциска Кауфман | Кристине Урех            | Сандра Рамштайн, Хайке Шваллер, Мартина Бауман, A. Schlunegger тренер: Гауденц Беели | ЧШЖ 2011 (4 место) |
| 2011—12 | Коринн Буркин       | Fabienne Fürbringer      | Даниэла Рупп      | Сандра Рамштайн          | Янине Висс тренер: Бьорн Шрёдер                                                      | ЧШЖ 2012 (6 место) |
| 2012—13 | Melanie Wild        | Сандра Рамштайн-Аттингер | Даниэла Рупп      | Янине Висс               |                                                                                      |                    |
| 2012—13 | Сандра Рамштайн     | Даниэла Рупп             | Melanie Wild      | Янине Висс               | Lea Jauch, Коринн Буркин                                                             | ЧШЖ 2013 (6 место) |

(скипы выделены полужирным шрифтом)

## Частная жизнь
Сандра родилась и выросла в большой семье кёрлингистов Аттингер. Её дед, Петер Аттингер старший — чемпион Швейцарии в 1972 году (скип команды, где играл и её дядя Петер-младший, впервые став чемпионом Швейцарии). Её отец Бернард Аттингер вместе со своими братьями Петером-младшим, Вернером, Руди и Куртом — также кёрлингисты, в команде Петера-младшего становились чемпионами Швейцарии и Европы, призёрами чемпионатов мира. Её двоюродный брат, сын Петера-младшего, Феликс Аттингер — скип своей команды, призёр чемпионатов Швейцарии (бронза в 2016 и серебро в 2017); тренером его команды является Петер-младший.
Начала заниматься кёрлингом в 1988.